# Josef Mathauser
Josef Mathauser (24. července 1846 Staňkov – 10. ledna 1917 Královské Vinohrady) byl český malíř portrétů, náboženských a historických obrazů.

## Život
Narodil se v rodině pekařského mistra Ondřeje Mathausera a jeho manželky Ludmily, rozené Anderlové. Jeho mladší bratr Karel se stal v Praze klempířem.
Studoval údajně monumentální malbu na Akademii výtvarných umění v Praze u prof. Kristiána Rubena.
Dne 22. listopadu 1875 se v Praze oženil s Antonií Jenčovou (*1854).
Pochován je na Vinohradském hřbitově v Praze.

## Dílo

### Historické obrazy
Mezi jeho nejznámější obrazy patří Trh s otrokyněmi a historické obrazy jako Libušin soud, Bitva na Bílé Hoře, Žižka před Kutnou Horou, Slavný vjezd krále Jana do Prahy 1310, Císař Rudolf II. podpisuje majestát, Jan Žižka s knězem Václavem Korandou a řada dalších. Podle vlastního odhadu vytvořil za svůj život na 300 historických obrazů, které byly často reprodukovány jako pohlednice.

### Náboženské obrazy
- Oltářní obraz Svaté rodiny, Kostel svatého Bartoloměje (Lovčice), 1880
- Výzdoba katolického kostela Nanebevzetí Panny Marie v Mariánských Lázních: 13 zastavení křížové cesty z roku 1887, rozvěšeno na stěnách kostela.
- Oltářní obraz Nejsv. Trojice v kostele sv. Jakuba v Praze na Starém Městě z roku 1890[7]
- Boční oltáře v kostele sv. Václava v Činěvsi (1894)[8]
- Oltář  v kostele sv. Petra a Pavla [kde?], z roku 1895
- Obraz Krista Spasitele na hlavním oltáři kostela Panny Marie a sv. Kajetána v Praze 1899[9]
- Obraz sv. Václava na hlavním oltáři kostela svatého Václava v Plané nad Lužnicí[10]

### Restaurátorské práce
Na konci 19. století se výrazně podílel na přemalování náboženských výjevů ve Svaté Hoře u Příbrami a poslední z nich také většinou domaloval. V roce 1900 restauroval kostelní obrazy v Nových Benátkách, mezi nimi o obraz Maří Magdalény od Karla Škréty.

## Galerie

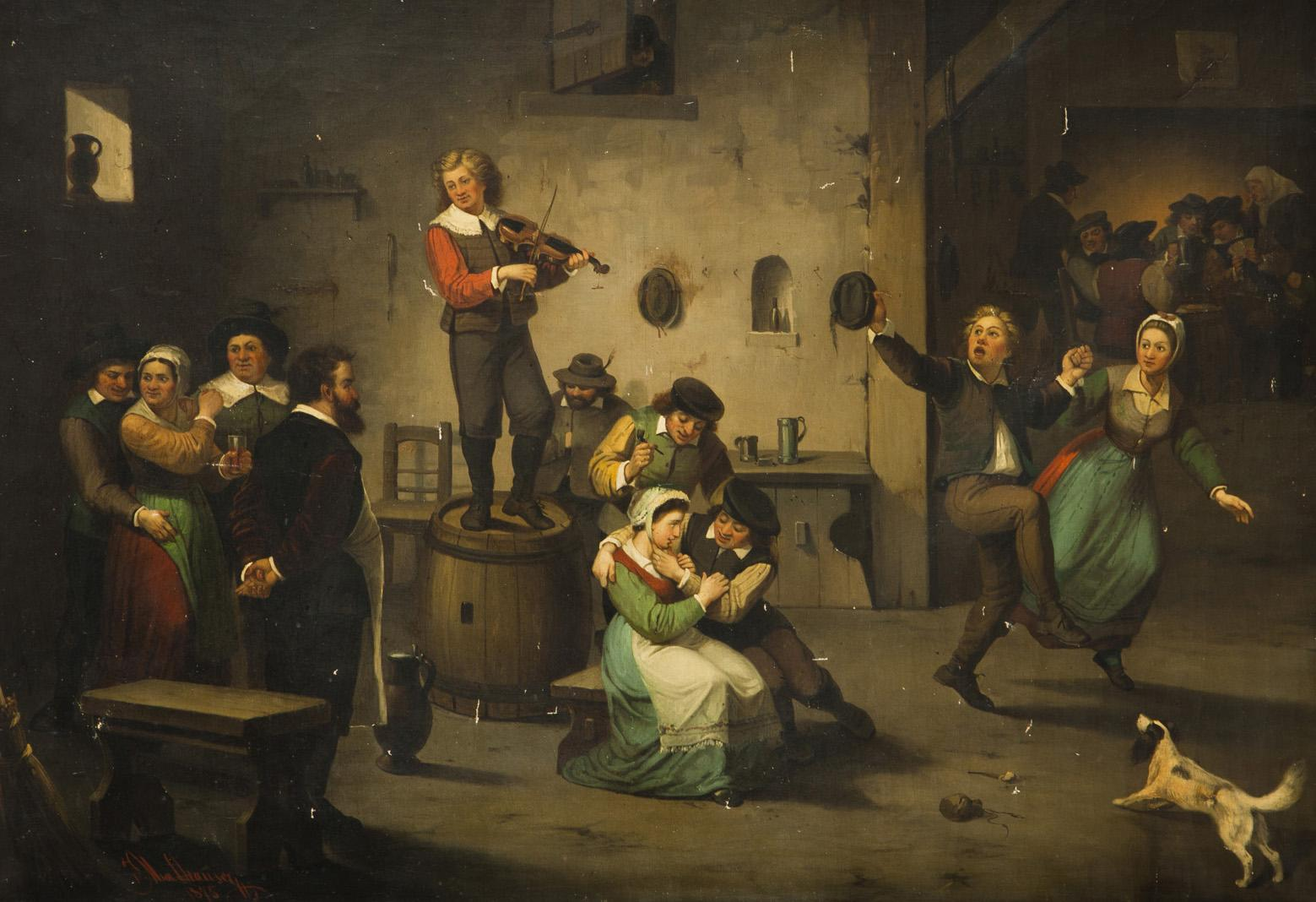
Lidová slavnost (1875)
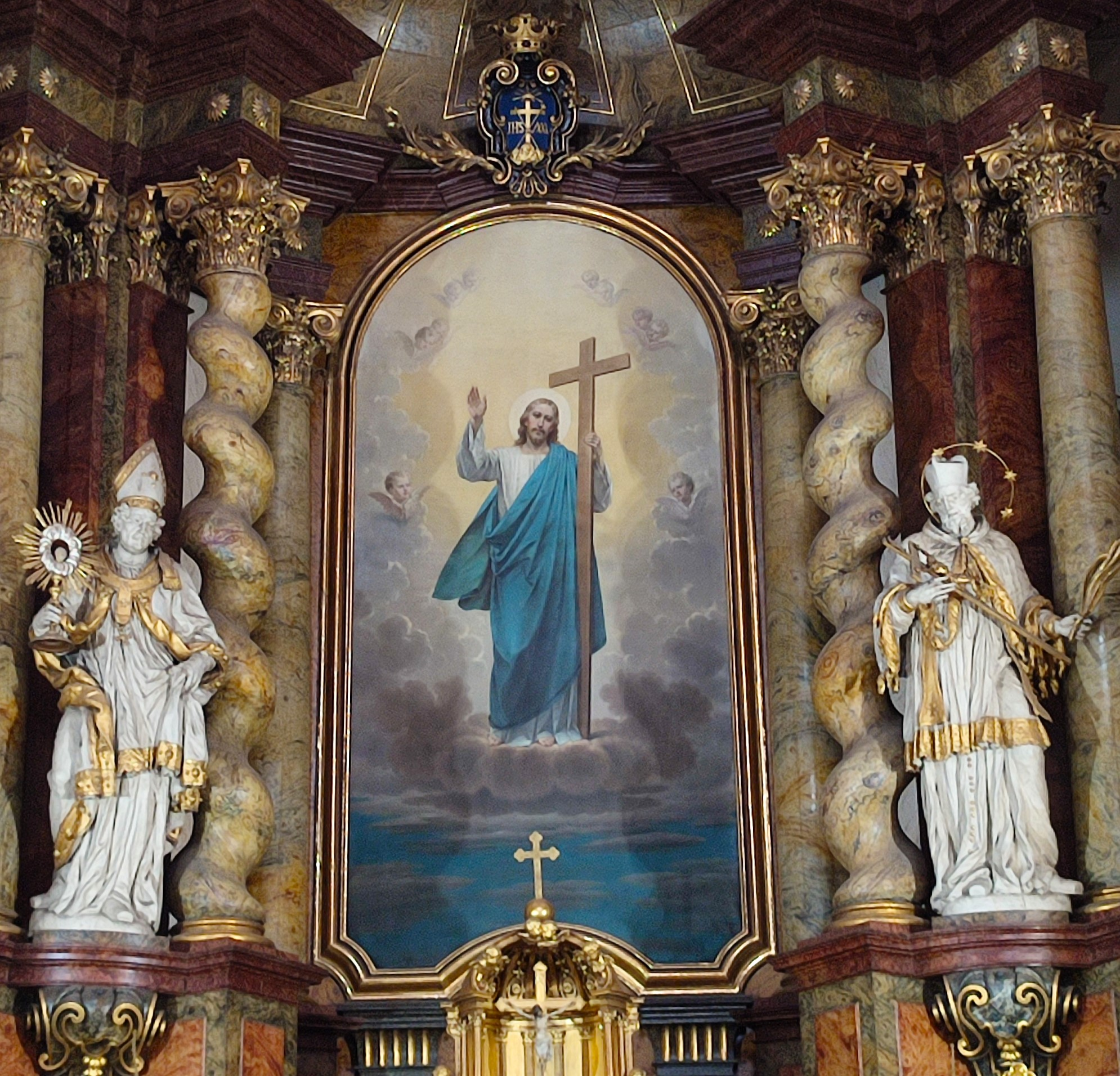
Kristus Spasitel (1899)
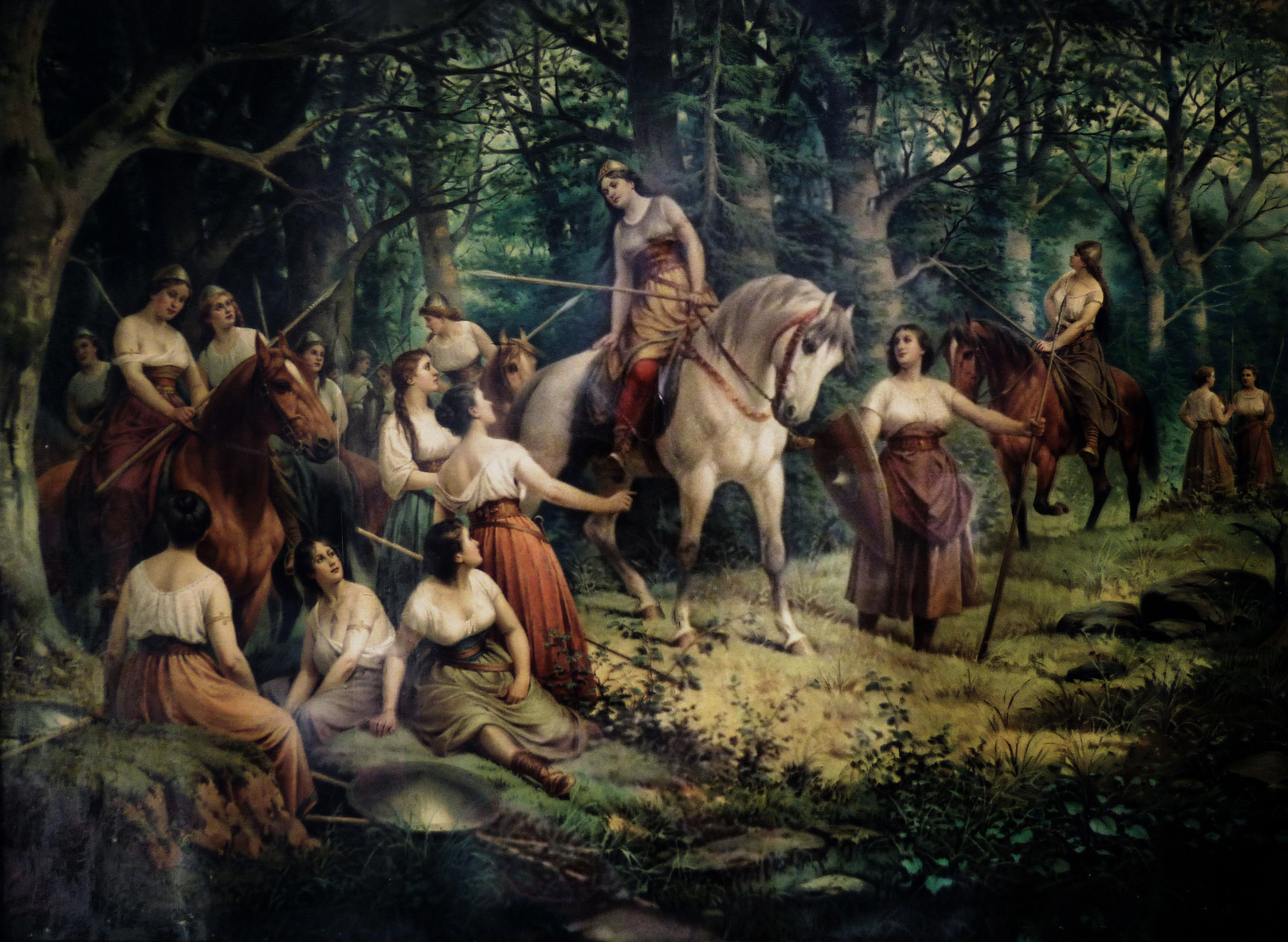
Dívčí válka (1907)
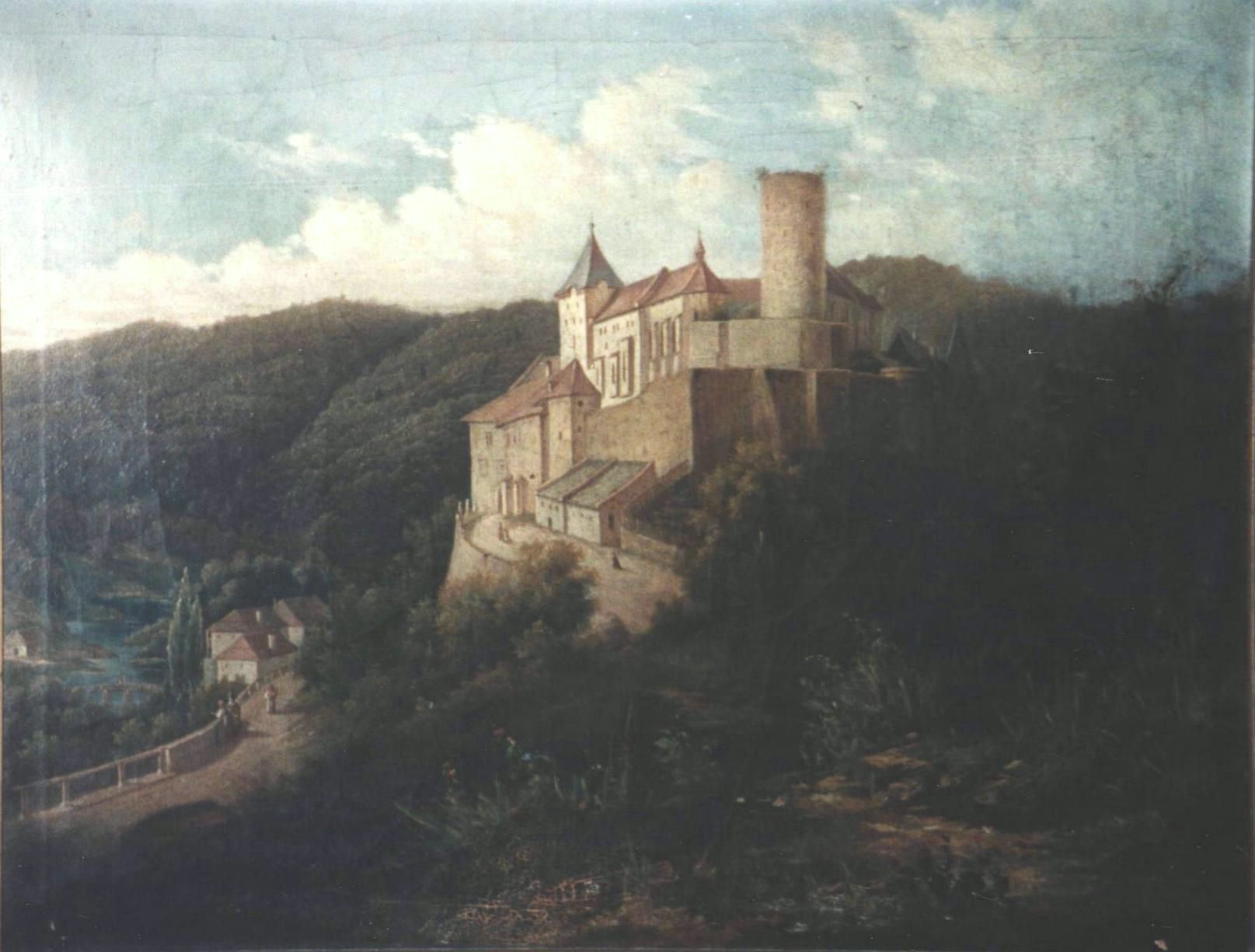
Hrad Křivoklát
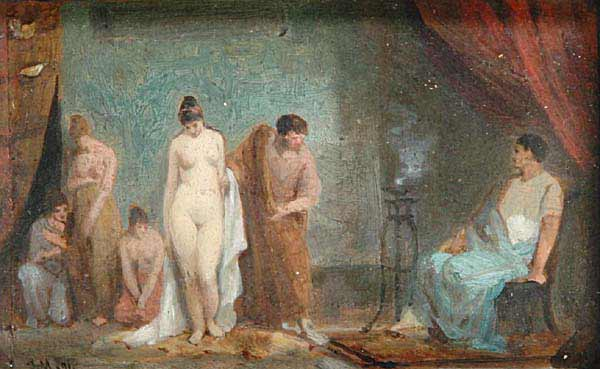
Trh s otrokyněmi (1891)
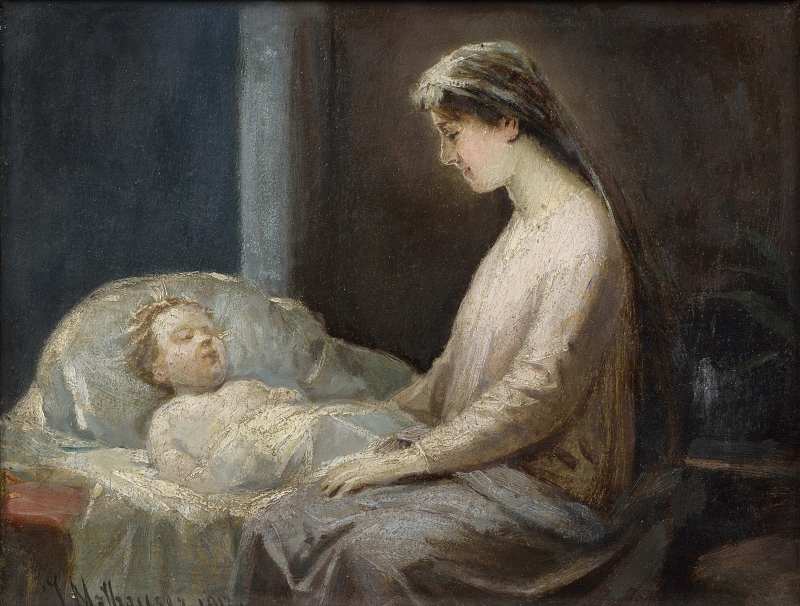
Matka s dítětem (1913)